# Round Mountain (Texas)
Round Mountain es un pueblo ubicado en el condado de Blanco en el estado estadounidense de Texas. En el Censo de 2010 tenía una población de 181 habitantes y una densidad poblacional de 30,32 personas por km².

## Geografía
Round Mountain se encuentra ubicado en las coordenadas 30°23′40″N 98°21′40″O / 30.39444, -98.36111. Según la Oficina del Censo de los Estados Unidos, Round Mountain tiene una superficie total de 5.97 km², de la cual 5.97 km² corresponden a tierra firme y (0.04%) 0 km² es agua.

## Demografía
Según el censo de 2010, había 181 personas residiendo en Round Mountain. La densidad de población era de 30,32 hab./km². De los 181 habitantes, Round Mountain estaba compuesto por el 88.4% blancos, el 1.66% eran afroamericanos, el 1.1% eran amerindios, el 2.76% eran asiáticos, el 0% eran isleños del Pacífico, el 3.87% eran de otras razas y el 2.21% pertenecían a dos o más razas. Del total de la población el 11.6% eran hispanos o latinos de cualquier raza.